# Titanic (magazine)
Titanic est un magazine satirique allemand dont le siège de la rédaction est à Francfort-sur-le-Main.

## Histoire
Le magazine est créé en 1979 à Francfort par d'anciens membres du satirique Pardon. À l'origine, il devait s'appeler Die Sonne (le soleil), pour s'amuser à le détourner. Parmi ses membres fondateurs, on compte Robert Gernhardt, F. K. Waechter, Peter Knorr, Hans Traxler et Chlodwig Poth ainsi que F. W. Bernstein, Eckhard Henscheid et Bernd Eilert, représentants de la Nouvelle école de Francfort.
Après un changement d'actionnaires à l'été 2006, le magazine est repris par Greser & Lenz (de), Bernd Fritz (de), Oliver Maria Schmitt, Martin Sonneborn, Hans Zippert (de), Achim Frenz et Patric Feest (de).
Le premier rédacteur en chef est Lionel van der Meulen, avec Elsemarie Maletzke (de), Nikolaus Jungwirth et Paul Taussig. En 1983, Bernd Eilert prend l'intérim avec Richard Kähler (de), Achim Szymanski (de) et Jörg Metes (de). Hans Kantereit (de) viendra ; plus tard, ils fonderont Kowalski (de).
Collaborent ou ont collaboré au magazine : Stefan Gärtner, Oliver Nagel, Uwe Becker (de), Simon Borowiak, Eugen Egner, Bernd Fritz, Max Goldt, Achim Greser, Katharina Greve, Gerhard Henschel, Rudi Hurzlmeier, Ernst Kahl, Stephan Katz, Heribert Lenz, Christiane Lokar, Christian Meurer, Walter Moers, Fanny Müller, Nicolas Mahler, Ari Plikat, Bernd Pfarr, Hilke Raddatz, Michael Rudolf, Christian Y. Schmidt, Oliver Maria Schmitt, Michael Sowa, Christian Y.Schmidt...

## Actions
- En 1988, Bernd Fritz participe à l'émission Wetten, dass..?. Il prétend pouvoir reconnaître la couleur des crayons en les goûtant. En fait, il les reconnaît grâce à un bandeau mal serré autour des yeux. Il avoue tout en direct. La vente de numéros double.
- Hans Traxler publie une série de caricatures  La poire vaut bien un chancelier, ce qui donnera ce surnom à Helmut Kohl.
- En 1999, une certaine Edmunda Zlep souhaite léguer sa fortune à Walter Döring (de) pour soutenir son avenir politique. Derrière la vieille dame se cache la rédaction de Titanic. Cette affaire d'héritage fait sensation et poursuivra Döring jusqu'à la fin de son mandat, après qu'il a tenté de transférer l'argent sur un compte personnel.
- Le magazine rebaptise l'euro « teuro », jeu de mots avec teuer, cher, qui devient un mot familier.
- En 2000, le magazine monte une tentative de corruption auprès de la FIFA pour l'attribution de la Coupe du monde de football de 2006 en envoyant des fax : l'abstention du néo-zélandais Charles Dempsey, impliqué dans l'affaire, a sans douté penché le vote en faveur de l'Allemagne. Lors d'une conférence de presse, il déclare qu'il était menacé par des «groupes d'intérêt européens influents» : s'il votait pour l'Afrique du Sud, cela aurait eu des conséquences négatives pour la Confédération du football d'Océanie qu'il présidait. Le journal Bild incite ses lecteurs à les harceler pour exprimer l'indignation. Titanic enregistre les appels et fait un titre reprenant toutes les fois où on les traite de « traîtres ». La Fédération allemande de football menace d'un procès et demande 600 millions d'euros de dommages et intérêts. Elle s'arrange avec le rédacteur en chef Sonneborn qui promet de ne plus recommencer.
- Lors des élections de 2003, Titanic simule une réunion électorale à Aschaffenbourg et déclare au nom de la section bavaroise du SPD : « Nous abandonnons. »
- En 2004, le magazine fonde le PARTI qui participe aux élections fédérales allemandes de 2005.

## Procès
Chaque fois, le magazine est défendu par l'avocate Gabriele Rittig (de). 55 procès ont été intentés depuis sa fondation. Ont porté plainte la filiale allemand d'Apple, Johannes Rau, Friedrich Merz, Benjamin von Stuckrad-Barre (de), Gerhard Zwerenz, Evelyn Künneke, Hans-Joachim Kulenkampff, Björn Engholm... Ce dernier a mené un procès qui lui a coûté 190 000 marks, menaçant le magazine d'insolvabilité.
L'Église catholique a porté plainte huit fois : quatre pour diffamation envers le Pape, trois pour blasphème et une pour insulte de la part de l'éveque de Fulda Johannes Dyba.
Helmut Kohl a été environ 50 fois sur la couverture du magazine en 1992, même cinq fois de suite. Cependant, il n'a jamais mené une action en justice contre Titanic.